# Heritabilnost
Heritabilnost je vjerovatnoća nasljedivosti proučavanog svojstva. Jedan od prvih koraka u proučavanju mogućnosti i modela nasljeđivanja neke komponente individualnog fenotipa je procjena da li je i/ili u kojoj mjeri pod kontrolom njegove genetičke konstelacije.
| Odnos                  | {\displaystyle r}              | {\displaystyle \theta }         |
| ---------------------- | ------------------------------ | ------------------------------- |
| Identični blizanci     | {\displaystyle 1}              | {\displaystyle 1}               |
| Roditelj - Potomak     | {\displaystyle {\frac {1}{2}}} | {\displaystyle 0}               |
| Polubraća i polusestre | {\displaystyle {\frac {1}{4}}} | {\displaystyle 0}               |
| Braća i sestre         | {\displaystyle {\frac {1}{2}}} | {\displaystyle {\frac {1}{4}}}  |
| Prvi rođaci            | {\displaystyle {\frac {1}{8}}} | {\displaystyle 0}               |
| Dvostruki prvi rođaci  | {\displaystyle {\frac {1}{4}}} | {\displaystyle {\frac {1}{16}}} |

Poznato je da u analizi svake unutargrupne, odnosno individualne varijacije, kao nezaobilazno pitanje se postavlja problem odnosa genetičkih i negenetičkih faktora u njenoj determinaciji. Relativni udio nasljednih činilaca u determinaciji individualnih razlika po jednoj ili više fenotipskih osobina obuhvata pojam – heritabilnost. Kvantitativni pokazatelj (procenat, proporcija, koeficijent) heritabilnosti izvjesne osobine, pritom, nije mjera nasljednosti tog svojstva na nivou individua, nego je relativna procjena genetički kontrolisanog dijela ukupnih fenotipskih razlika među jedinkama u posmatranoj grupi. Pritom  treba imati na umu da taj pokazatelj ne kazuje koliko su genetički faktori odgovorni za ispoljavanje individualnog fenotipa, nego je procjena koja upućuje da bi pod istovjetnim uvjetima života svih pripadnika neke skupine, genetički faktori u tolikoj mjeri određivali međuindividualnu različitost.
Hertabilnost se najčešće procjenjuje gemelološkim metodom, tj. uporednim posmatranjem ili mjerenjem parova dvojajnih i jednojajnih blizanaca, odraslih skupa i odvojeno, a rjeđe komparativnim proučavanjem parova na nižim razinama srodstva.
Relativni udio genetičkih faktora u determinaciji kvalitativne varijacije procjenjuje se uporednom analizom konkordantnosti i diskordantnosti u parovima serija jednojajnih i dvojajnih blizanaca. Konkordantni su oni blizanci koji posjeduju istu fenotipsku varijantu određene osobine (A–A, a–a), dok se diskordantni, u tom pogledu, međusobno razlikuju 
(A–a , a–A ).
Zbog kompleksnije (genetičke i sredinske) kontrole fenotipskog ispoljavanja kvantitativnih osobina, procjena njihove heritabilnosti nailazi na mnoge objektivne poteškoće. Međutim, u humanoj genetici je razrađen čitav niz specijalnih varijanti komparativno–analitičkog posmatranja kontinuirane varijacije u serijama jedno– i dvojajnih blizanaca. 

## Procjena heritabilnosti
Individualna bioraznolikost je jedna od najuočljivijih odlika svekolikog čovječanstva. Tu činjenicu dovoljno jasno ilustruje pominjani podatak da u cjelokupnoj ljudskoj populaciji (preko sedam milijardi ljudi) nije moguće naći dvije apsolutno identične osobe. Traganje za izvorima individualne varijacije i objašnjenje njenih fenomena spadaju u esencijalne probleme humanogenetičkih istraživanja.
Poznato je da ukupnu fenotipsku raznolikost individua (Vf) u nekoj posmatranoj grupi (potencijalno) određuju dvije kompleksne sfere činilaca: genetički (Vg – nasljedni) i negenetički (tj. faktori unutrašnje sredine i spoljne okoline: Ve), te efekti njihove interakcije (Vge). Pojednostavljeno, ta pojava se može opisati izrazom: 
{\displaystyle V_{\mathrm {f} }=V_{\mathrm {g} }+V_{\mathrm {e} }+V_{\mathrm {ge} }}. 
U analizi svake unutargrupne, odnosno individualne varijacije, kao nezaobilazno pitanje se postavlja problem odnosa genetičkih i negenetičkih faktora u njenoj determinaciji. Relativni udio nasljednih činilaca u determinaciji individualnih razlika po jednoj ili više fenotipskih osobina obuhvata pojam – heritabilnost. Kvantitativni pokazatelj (procenat, proporcija, koeficijent) heritabilnosti izvjesne osobine, pritom, nije mjera nasljednosti tog svojstva na nivou individua, nego je relativna procjena genetički kontrolisanog dijela ukupnih fenotipskih razlika među jedinkama u posmatranoj grupi.

### Heritabilnost kvalitativnih svojstava
Relativni udio genetičkih faktora u determinaciji kvalitativne varijacije procjenjuje se uporednom analizom konkordantnosti i diskordantnosti u parovima serija jednojajnih i dvojajnih blizanaca. Konkordantni su oni blizanci koji posjeduju istu fenotipsku varijantu određene osobine (A–A, a–a), dok se diskordantni, u tom pogledu, međusobno razlikuju (A–a , a–A).
Relativno raznorodne varijante iskazivanja stupnja heritabilnosti kvalitativnih fenotipskih svojstava, a na osnovu rezultata gemelološke analize, obuhvataju tri osnovna oblika. Pokazatelj  stupnja genetičke determiniranosti kvalitativnih osobina može biti:     
- (1) proporcija,
- (2) procenat i
- (3) koeficijent odnosa nasljednih i nenasljednih činilaca u kontroli fenotipskog ispoljavanja takvih oznaka.

Slijede primjeri standardnih obrazaca za izračunavanje pomenutih parametara. Simboli su peuzeti iz izvornih formula.
{\displaystyle H={\frac {q_{\mathrm {m} }-q_{\mathrm {d} }}{1-q_{\mathrm {d} }}}}
{\displaystyle H} – heritabilnost 

{\displaystyle q_{\mathrm {m} }} – proporcija konkordantnih monozigotnih blizanaca

{\displaystyle q_{\mathrm {d} }}  – proporcija konkordantnih dizigotnih blizanaca (Holzinger 1929);

h  = (% konk MZ – % konk DZ)/(100 – % konk DZ);

h – heritabilnost 

% konk MZ – procenat konkordantnih monozigotnih blizanaca

% konk DZ – procenat konkordantnih dizigotnih blizanaca   (Osborn, 1959);

G/E  = (% disk DZ – % disk MZ)/% disk MZ;	

G/E – relativni odnos nasljednih i nenasljednih činilaca u determinaciji posmatranog svojstva 

%disk MZ – procenat diskordantnih monozigotnih blizanaca

%disk DZ – procenat diskordantnih dizigotnih blizanaca
(Stern 1960).

### Heritabilnost kvantitativnih svojstava
Zbog kompleksnije (genetičke i sredinske) kontrole fenotipskog ispoljavanja kvantitativnih osobina, procjena njihove heritabilnosti nailazi na mnoge objektivne poteškoće. Međutim, u humanoj genetici je razrađen čitav niz specijalnih varijanti komparativno–analitičkog posmatranja kontinuirane varijacije u serijama jedno– i dvojajnih blizanaca. Procjena heritabilnosti kvantitativnih fenotipskih svojstava temelji se na posmatranju:
- (1) apsolutnih intraparskih razlika,
- (2) intraparske varijacije,
- (3) koeficijenta intraparske korelacije.

Ovdje će biti saopćeno nekoliko općeprihvaćenih obrazaca za procjenu heritabilnosti kvantitativnih osobina po pomenutim analitičkim varijantama (simboli su po izvornim formulama).

##### Apsolutne intraparske razlike
Apsolutne intraparske razlike su najmanje pouzdano polazište za procjenu heritabilnosti, a mogu se aplicirati po jednoj od slijedećih formula:
Ht = (M12 – M22)/M12;

Ht – indeks genetičke determiniranosti metričkih karaktera

M1 – srednja apsolutna intraparska razlika u seriji monozigotnih blizanaca

M2 – srednja apsolutna intraparska razlika u seriji dizigotnih blizanaca
(Cavalli – Sforza, Bodmer 1999);

T =  (f – i)/i;

T – odnos efekata nasljeđa i sredine u determinaciji posmatranog svojstva

f – srednja apsolutna intraparska razlika u seriji jednojajnih blizanaca

i  – srednja apsolutna intraparska razlika u seriji dvojajnih blizanaca
(Holzinger 1929, Stern 1960).

#### Analiza intraparske varijacije
Analiza intraparske varijacije predstavlja znatno pouzdaniji metod procjene relativnog učešća genetičkih faktora u determinaciji unutargrupne promjenljivosti kvantitativnih fenotipskih svojstava; ovim putem, pokazatelji heritabilnosti nekog ovakvog karaktera mogu se naći primjenom dva osnovna obrasca:
H  = (Vdz – Vmz)/Vdz; 

V = Σx2/2n;

H – procjena stepena genetičke određenosti posmatrane varijacije

Vdz – varijansa intraparskih razlika u seriji dizigotnih blizanaca

Vmz – varijansa intraparskih razlika u seriji monozigotnih blizanaca

x – apsolutna intraparska razlika

n – broj parova blizanaca
(Cavalli – Sforza, Bodmer 1971, Harrison et al. 1964);

1 – h  =  (VA – VT)/VA;

h – heritabilnst

VA – varijansa intraparskih razlika u seriji monozigotnih blizanaca koji su rasli odvojeno

VT – varijansa intraparskih razlika u seriji monozigotnih blizanaca koji su rasli zajedno
(Harrison et al. 1964)

#### Koeficijent unutarparske korelacije
Koeficijent unutarparske korelacije nekog kvantitativnog svojstva jedan je od najpouzdanijih pokazatelja stupnja njegove heritabilnosti; dva odabrana izraza predstavljaju primjere mogućeg pristupa pomenutoj analizi:
t2 = air/(1 – air);

t – odnos efekata genetičkih i sredinskih faktora u determinaciji posmatrane varijacije

air – koeficijent intraparske korelacije u seriji monozigotnih blizanaca koji su rasli odraslih odvojeno
(Muller 1925);

t2  = (ri – rf)/(1 – ri);

t – odnos efekata genetičkih i negenetičkih faktora u determinaciji posmatrane varijacije

ri – koeficijent intraparske korelacije u seriji monozigotnih blizanaca

rf  – koeficijent intraparske korelacije u seriji dizigotnih blizanaca
(Harrison 1929).
Procjene heritabilnosti odabranih svojstava (na bazi prethodnih obrazaca) prikazane su u narednim tabelama.
| Heritabilnost (h) odabranih svojstava i sklonosti |      |
| Svojstvo                                          | h    |
| Boja očiju                                        | 0,99 |
| Alkoholizam                                       | 0,99 |
| Boja kose                                         | 0,96 |
| Maloumnost                                        | 0,89 |
| Otisak palca                                      | 0,87 |
| Rahitis                                           | 0.85 |
| Koeficijent inteligencije                         | 0,80 |
| Šizofrenija                                       | 0,77 |
| Dijabetes                                         | 0,75 |
| Tabakizam                                         | 0,74 |
| Kofeinizam                                        | 0,71 |
| Padavica                                          | 0,67 |
| Tuberkuloza                                       | 0,64 |
| Kriminogenost                                     | 0,56 |
| Krvni tlak                                        | 0,54 |
| Pravopis                                          | 0,53 |
| Književnost                                       | 0,45 |
| Početak hodanja                                   | 0,42 |
| Prirodne nauke                                    | 0,34 |
| Puls                                              | 0,33 |
| Ravni tabani                                      | 0,33 |
| Početak sjedenja                                  | 0,25 |
| Alergije                                          | 0,22 |
| Infarkt srca                                      | 0,15 |
| Aritmetika                                        | 0,12 |
| Ljevorukost                                       | 0,07 |

| Heritabilnost (h) odabranih mjera (antropometrijskih tjelesnih svojstava) |      |      |
| Svojstvo                                                                  | h♂   | h♀   |
| Ukupna visina                                                             | 0    | 0.92 |
| Sjedeća visina                                                            | 0.85 | 0.85 |
| Dužina nogu                                                               | 0.77 | 0.92 |
| Dužina bedara                                                             | 0.65 | 0.68 |
| Dužina stopala                                                            | 0.84 | 0.82 |
| Dužina ruku                                                               | 0.80 | 0.87 |
| Dužina glave                                                              | 0.00 | 0.53 |
| Širina glave                                                              | 0.95 | 0.76 |
| Indeks glave (širina/dužina)                                              | 0.90 | 0.70 |
| Širina usta                                                               | 0.46 | 0.64 |
| Širina grudnog koša                                                       | 0.45 | 0.17 |
| Obim glave                                                                | 0.63 | 0.70 |
| Obim grudi                                                                | 0.54 | 0.55 |
| Obim struka                                                               | 0.79 | 0.63 |
| Masa                                                                      | 0.05 | 0.42 |
| Tip konstitucije                                                          | 0.36 | 0.61 |

## Spoljašnje veze
- Stanford Encyclopedia of Philosophy entry on Heredity and Heritability
- Quantitative Genetics Resources website, including the two volume book by Lynch and Walsh. Free access Архивирано на веб-сајту  (6. фебруар 2006)